# Amanda Della Ventura
Amanda Rosa Della Ventura Valerio (Florida, 31 de agosto de 1955) es una maestra, poetisa y política uruguaya perteneciente al Frente Amplio.
Adhiere tempranamente a la Vertiente Artiguista. Desde 1990 es edila en la Junta Departamental de Florida.
En las elecciones parlamentarias de 2019 es electa senadora para el periodo 2020-2025, como segunda titular en la lista de la Vertiente Artiguista, encabezada por Enrique Rubio.
Della Ventura también ha publicado poesía; en su libro Poemas del camino construye un paisaje poético que condensa las contingencias de su propia experiencia vital, sus convicciones y compromisos.